# Pultenaea whiteana
Pultenaea whiteana är en ärtväxtart som beskrevs av Stanley Thatcher Blake. Pultenaea whiteana ingår i släktet Pultenaea och familjen ärtväxter. IUCN kategoriserar arten globalt som sårbar. Inga underarter finns listade i Catalogue of Life.